# San Salvador (departamento de El Salvador)
San Salvador ou São Salvador é um departamento de El Salvador, cuja capital é a cidade de San Salvador.

## Municípios
1. Aguilares
2. Apopa
3. Ayutuxtepeque
4. Cuscatancingo
5. Delgado
6. El Paisnal
7. Guazapa
8. Ilopango
9. Mejicanos
10. Nejapa
11. Panchimalco
12. Rosario de Mora
13. Santiago Texacuangos
14. San Marcos
15. San Martín
16. Soyapango
17. San Salvador
18. Santo Tomás
19. Tonacatepeque